# South Palm Beach
South Palm Beach és una població dels Estats Units a l'estat de Florida. Segons el cens del 2000 tenia 699 habitants.

## Demografia
Segons el cens del 2000, South Palm Beach tenia 699 habitants, 453 habitatges, i 196 famílies. La densitat de població era de 2.076 habitants/km².
Dels 453 habitatges en un 2,2% hi vivien nens de menys de 18 anys, en un 38,6% hi vivien parelles casades, en un 3,5% dones solteres, i en un 56,7% no eren unitats familiars. En el 52,1% dels habitatges hi vivien persones soles el 28,5% de les quals corresponia a persones de 65 anys o més que vivien soles. El nombre mitjà de persones vivint en cada habitatge era d'1,54 i el nombre mitjà de persones que vivien en cada família era de 2,14.
Per edats la població es repartia de la següent manera: un 2,6% tenia menys de 18 anys, un 1,4% entre 18 i 24, un 11,3% entre 25 i 44, un 30,5% de 45 a 60 i un 54,2% 65 anys o més.
L'edat mediana era de 67 anys. Per cada 100 dones de 18 o més anys hi havia 76 homes.
La renda mediana per habitatge era de 39.375 $ i la renda mediana per família de 47.250 $. Els homes tenien una renda mediana de 41.591 $ mentre que les dones 30.536 $. La renda per capita de la població era de 38.456 $. Entorn del 15,3% de les famílies i el 15,7% de la població estaven per davall del llindar de pobresa.

## Poblacions properes
El següent diagrama mostra les poblacions més properes.